# Super Inframan
Pour plus de détails, voir Fiche technique et Distribution.
Super Inframan (中國超人, Zhong guo chao ren) est un film hongkongais réalisé par Shan Hua, sorti le 1er août 1975.

## Synopsis
La planète est menacée par le réveil d'un étrange démon féminin, prisonnière depuis plus de dix millions d'années dans les entrailles de la Terre. Entourée de monstres maléfiques, elle s'apprête à conquérir la planète et à exterminer l'espèce humaine. Mais un groupe de scientifiques va s'opposer à eux en mettant au point une arme redoutable : le super-héros bionique Inframan.

## Fiche technique
- Titre : Super Inframan
- Titre original : 中國超人 (Zhong guo chao ren)
- Réalisation : Shan Hua
- Scénario : Ni Kuang
- Production : Runme Shaw
- Studio de production : Shaw Brothers
- Musique : Toru Fuyuki
- Photographie : Tadashi Nishimoto
- Direction des combats : Tang Chia
- Montage : inconnu
- Pays d'origine : Hong Kong
- Format : couleur - 2,35:1 - mono - 35 mm
- Genre : Action et science-fiction
- Durée : 88 minutes
- Date de sortie : 1er août 1975 (Hong Kong)

## Distribution
- Li Hsiu-hsien : Inframan
- Terry Liu : La princesse
- Wang Hsieh : Le professeur
- Yuan Man-tzu : La fille de Chan
- Lin Wen-wei : Chu Ming
- Dana : démon de l'oeil maléfique
- Yuen Woo-ping : membre de l'équipe scientifique